# Curling

Curling – gra, w której używa się granitowych kamieni; na zdjęciu widać cztery pola do gry.

Curling (wym. angielska: /ˈkɜːlɪŋ/) – zespołowy sport precyzyjny, podobny do pétanque czy bocce. Jest on rozgrywany na prostokątnej tafli lodu. W rywalizacji biorą udział dwie drużyny liczące po 4 zawodników. Do gry używa się kamieni, które są wypuszczane na lodzie w kierunku celu zwanego domem. Liczba przyznanych punktów zależy od liczby kamieni znajdujących się najbliżej środka domu. 

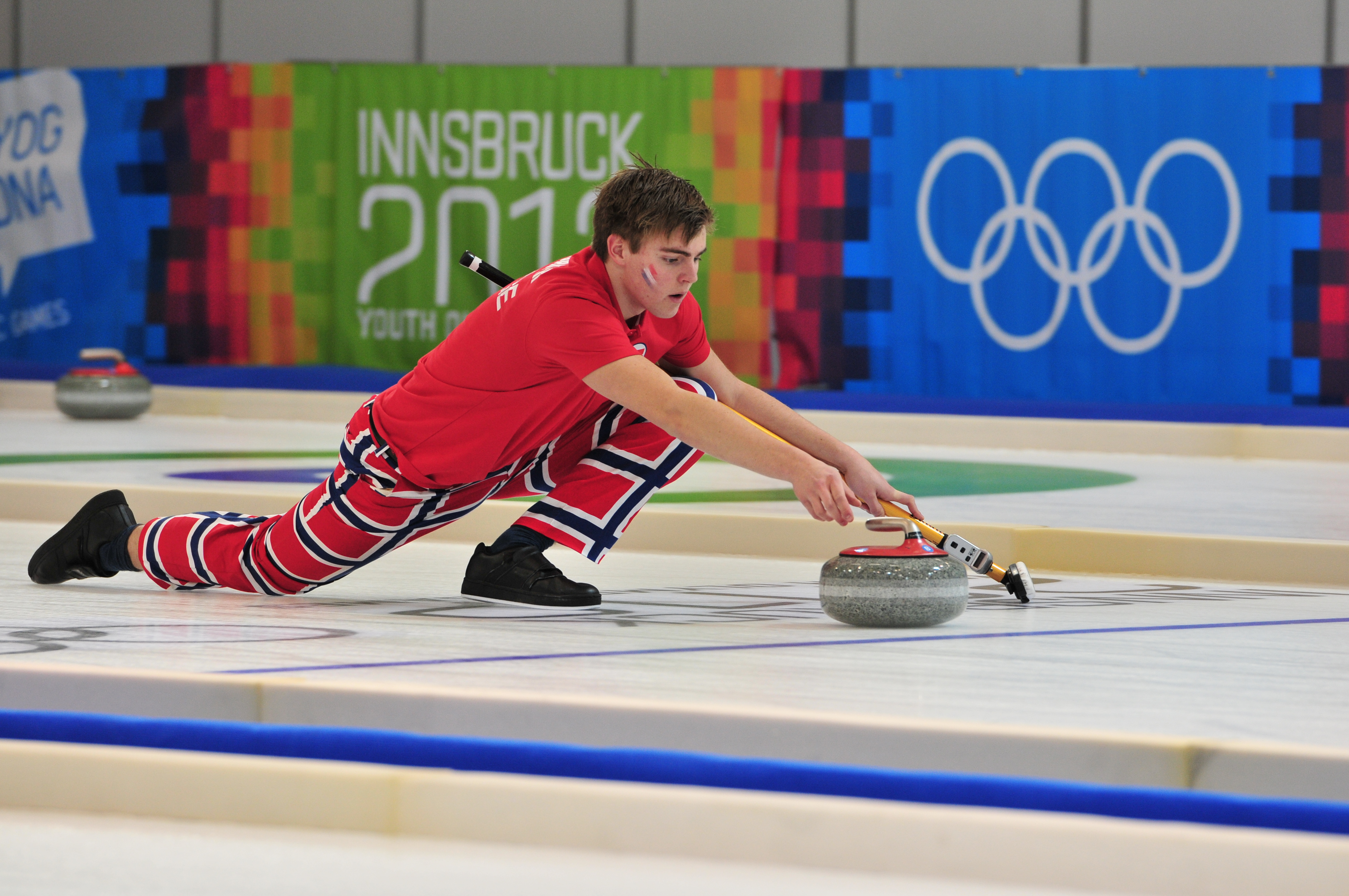
Zawodnik zagrywający kamień.

## Historia powstania
Curling powstał prawdopodobnie w późnym średniowieczu w Szkocji. Pierwsza odnaleziona wzmianka z opisem konkursu w puszczaniu kamieni po lodzie znajduje się w opactwie w Paisley (Paisley). Dokument ten datowany jest na luty 1511. Sport ten fascynował nie tylko pisarzy, ale także malarzy. Dowodem tego są dwa obrazy – Myśliwi na śniegu i Zimowy pejzaż z łyżwiarzami i pułapką na ptaki – Pietera Bruegla (starszego), przedstawiające holenderskich wieśniaków rzucających kamienie (w tamtym okresie Szkocję i Niderlandy łączyły silne kontakty handlowe oraz wymiana kulturowa, czego przykładem jest również historia golfa).

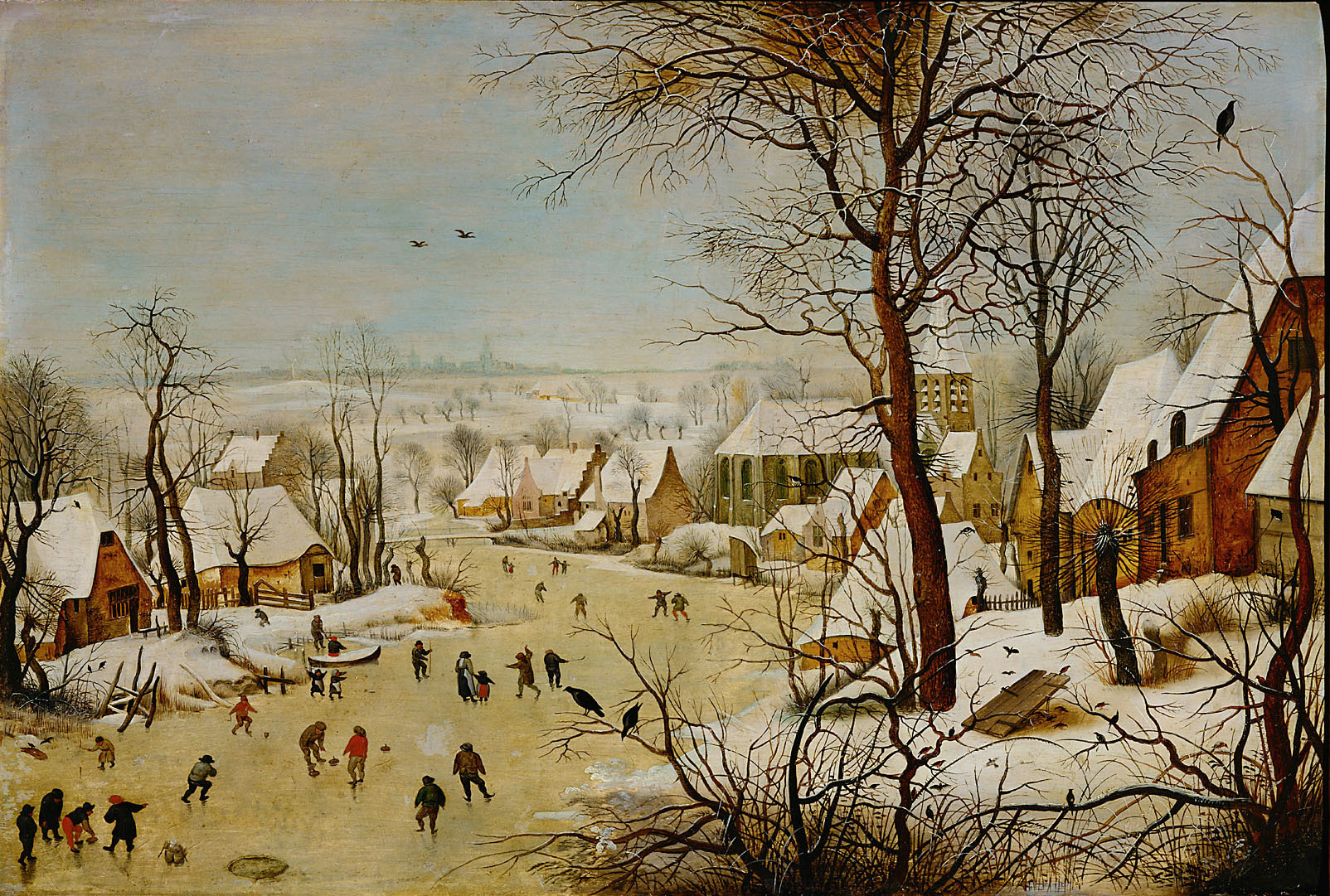
Pieter Bruegel, Zimowy pejzaż z łyżwiarzami i pułapką na ptaki, 1565

Samo słowo curling pojawiło się w zapisach z 1620 w szkockim Perth jako przedmowa i część poematu Henry’ego Adamsona. Sport ten już wtedy był znany jako „rycząca gra” (do dziś jest tak w Szkocji), a to z powodu dźwięku, jaki wydają kamienie szorujące po lodzie (a właściwie po kropelkach wody wcześniej rozpryskanych na nawierzchnię pola do gry). Sama nazwa wywodzi się od szkockiego czasownika curr i oznacza nisko brzmiący gwar (podobnie w języku angielskim istnieje słowo purr – mruczeć). Wyraz curling, wbrew pozorom, nie pochodzi więc od ruchu kamienia, którego tor „zakręca” (z ang. curl).
We wczesnej historii curlingu jako kamieni używano wyłowionych z dna rzeki płaskich głazów, które czasem obrabiano. Z tego też powodu, w przeciwieństwie do curlingu czasów obecnych, rzucający miał niewielką kontrolę nad kamieniem i zwycięstwo zależało bardziej od szczęścia niż rzeczywistych umiejętności gracza.
Curling rozgrywany na świeżym powietrzu był niezmiernie popularny w Szkocji pomiędzy XVI a XIX wiekiem, jako że klimat zapewniał dobre warunki atmosferyczne każdej zimy.
Dziś siedziba Światowej Federacji Curlingu, będącej jednocześnie komitetem zarządzającym Royal Caledonian Curling Club – pierwszym w historii klubem curlingowym, znajduje się w szkockim Perth.
Dzisiejszy curling cieszy się dużą popularnością przede wszystkim w Kanadzie (w tym kraju jest zarejestrowanych najwięcej – około 900 tys. – zawodników), dokąd przywędrował wraz ze szkockimi imigrantami. Królewski Klub Curlingowy w Montrealu (Montreal Curling Club), najstarszy działający nadal w Ameryce Północnej klub, powstał już w 1807. Natomiast pierwsze stowarzyszenie w Stanach Zjednoczonych rozpoczęło swoją działalność w 1832. Poza dokonaniem podboju kontynentu amerykańskiego, gra zdobyła liczne grono sympatyków w Szwajcarii i Szwecji, jeszcze przed końcem XIX wieku, również dzięki Szkotom.
W obecnych czasach curling jest rozgrywany w całej Europie, a ostatnio także w Japonii, Australii, Nowej Zelandii, a nawet w Chinach czy Korei. Niedawno powstała Federacja Brazylii, w niedalekiej przyszłości ma również zostać założona Meksykańska Federacja Curlingu.
Pierwsze w historii mistrzostwa odbyły się w Falkirk oraz Edynburgu w 1959 i są znane jako „Puchar Szkocji”. W rozgrywkach mogły brać udział wyłącznie drużyny męskie. Zwycięzcami tego turnieju była drużyna kanadyjska z Reginy, prowadzona przez Erniego Richardsona.
Curling stał się oficjalną dyscypliną zimowych igrzysk olimpijskich dopiero w 1998, w Nagano. 8 lutego 2006 Międzynarodowy Komitet Olimpijski podjął post factum decyzję, że konkurs curlingowy rozgrywany na Zimowych Igrzyskach Olimpijskich w 1924 roku (znanych również jako Semaine des Sports d’Hiver lub Międzynarodowy Tydzień Sportów Zimowych) był pełnoprawną dyscypliną olimpijską, a nie sportem pokazowym. Z tego też powodu zdobyte wówczas medale dopisano do klasyfikacji medalowych Wielkiej Brytanii i Irlandii (złoto), Szwecji (dwa srebrne) i Francji (brązowy).

## Podstawowe zasady
Jako boiska do gry używa się prostokątnej tafli specjalnie przygotowanego lodu, na którego końcach namalowane są dwa zestawy kół (domy). W konkurencji biorą udział dwie drużyny liczące po czterech zawodników. Każdy zespół ma do dyspozycji po 8 granitowych kamieni, często żartobliwie nazywanych czajnikami; to właśnie nimi zawodnicy starają się zdobyć punkty.
W czasie jednej partii meczu (ang. end) drużyny wykonują ślizgi kamieni na przemian, przy czym każdy z uczestników meczu wypuszcza po dwa kamienie. Osoba zagrywająca ma wpływ na ostateczną pozycję kamienia poprzez nadanie mu odpowiedniej prędkości, rotacji oraz kierunku. Już po jego wypuszczeniu istnieje możliwość korygowania toru, po jakim się on porusza poprzez intensywne szczotkowanie powierzchni przed nim, co redukuje rotację i zwiększa odległość, na jaką może przemieścić się kamień. Kiedy już wszystkie kamienie zostaną wykorzystane, oblicza się liczbę zdobytych punktów i rozpoczyna kolejny end z drugiego domu.
Zawodników nazywa się kolejno: otwierającym, drugim, trzecim oraz czwartym i tradycyjnie wypuszczają oni kamienie w takiej właśnie kolejności. Skip, jako kapitan drużyny, decyduje o zagraniach poszczególnych graczy (oraz o ogólnej strategii zespołu), pokazując szczotką odpowiednie miejsce w domu, w którym ma zostać umieszczony kamień. Nie ma konkretnej zasady nakazującej skipowi zagrywać na ostatniej pozycji, dlatego zdarza się, iż kapitanowie wypuszczają kamienie z różnych pozycji.
Podstawowym celem gry jest zdobycie jak największej liczby punktów w każdym endzie. Uzyskuje się je przez umieszczenie własnych kamieni jak najbliżej środka domu i utrudnienie przeciwnikowi ich wybicia, przy jednoczesnych próbach wybijania kamieni drużyny przeciwnej. Ze względu na liczbę kamieni biorących udział w grze, maksymalnie w jednej rundzie można zdobyć osiem punktów. Takie sytuacje zdarzają się bardzo rzadko, ponieważ pod uwagę brane są tylko te położone w środku domu, ale nie dalej niż pierwszy kamień drużyny przeciwnej. Strategie typu: ustawianie strażnika, wybijanie kamieni przeciwnika i postawienie w jego miejscu własnego (bump) czy usunięcie ich w ogóle z gry (take-out) umożliwiają zdobycie niewielkiej liczby punktów. Mianem draw określa się precyzyjne zagranie do celu. Peel (z angielskiego wygonić) oznacza usunięcie z gry dwóch kamieni – celu ataku oraz atakującego (patrz: Rodzaje rzutów).
Aby mieć pewność, iż zagranie zostanie odpowiednie wykonane, skip stoi w domu i wskazuje zawodnikowi swojej drużyny odpowiednie miejsce, z uwzględnieniem zakrzywienia toru rzutu. W tym czasie pozostali dwaj gracze mają za zadanie szczotkować lód przed kamieniem. Od chwili, w której kamień zostaje wypuszczony, żaden z zawodników nie ma prawa go dotknąć, tak więc szczotkowanie jest jedyną możliwością skorygowania jego ślizgu. Mecz liczy sobie zwykle osiem endów, chociaż podczas zawodów międzynarodowych ustala się tę liczbę na dziesięć, a zawodów amatorskich – sześć.

## Pole do gry

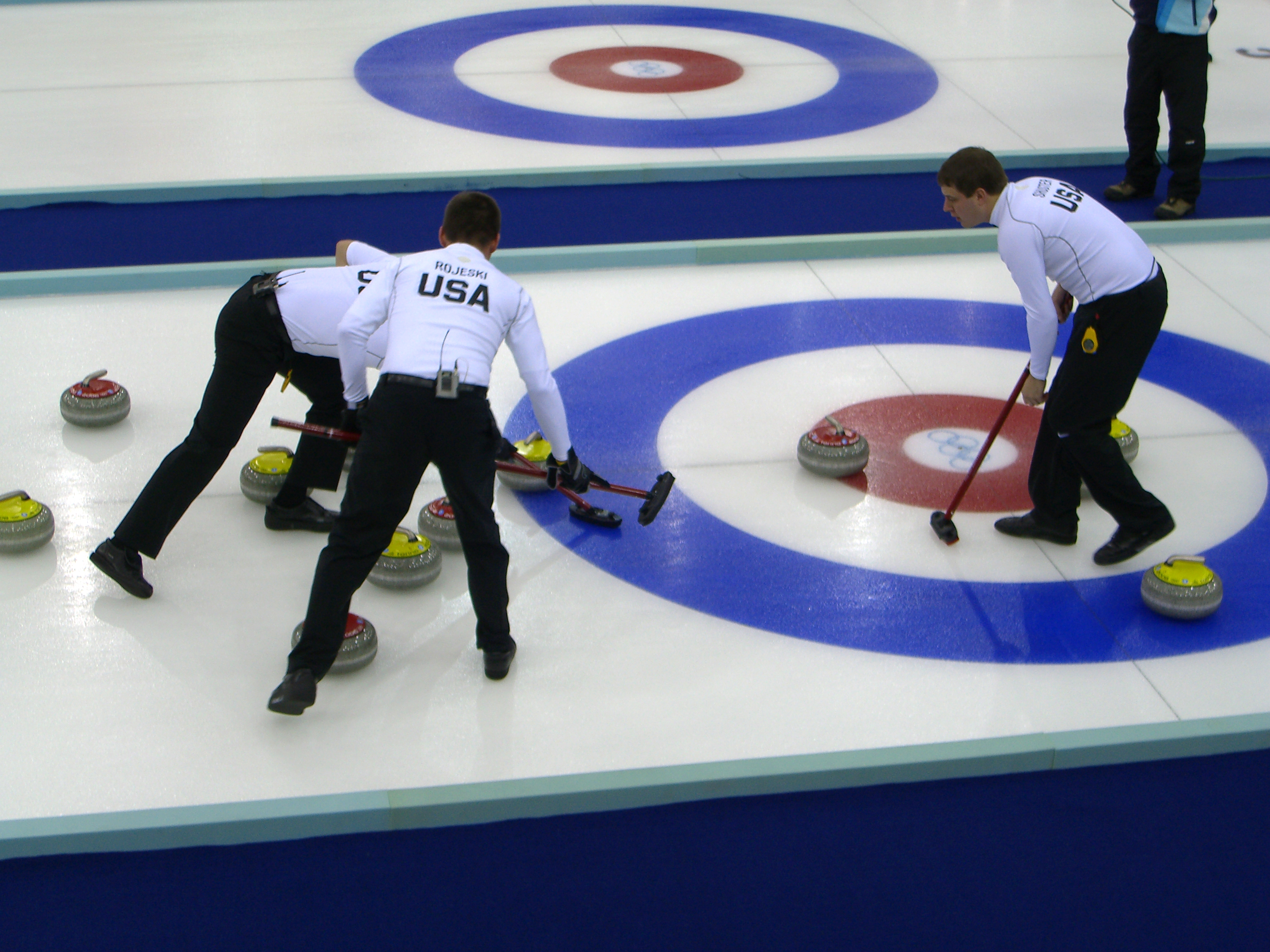
Na obrazku widać fragment pola do gry. Kamień musi zostać ustawiony jak najbliżej środka najmniejszego, białego koła.

Polem do gry w curlingu jest tafla lodu o długości 150 stóp (45,72 m) i szerokości 16 stóp 5 cali (5 m). Powierzchnia lodu musi być odpowiednio przygotowana, tzn. musi być tak płaska jak tylko jest to wykonalne, aby kamienie mogły poruszać się przy jak najmniejszym tarciu. Kluczowym momentem owych przygotowań jest spryskanie tafli czystą wodą, która po zamarznięciu tworzy kropelki (pebble). Ze względu na to, iż pomiędzy nimi a spodem kamienia występuje tarcie, obraca się on w jedną lub drugą stronę i dzięki czemu tor ślizgu jest zakrzywiony. Ponieważ w trakcie gry kropelki ścierają się, zmienia się tarcie oraz siła rotacji.
Zdarza się, że niewielkie kryształki lodu, znane także jako ząbki, przyczepiają się do powierzchni kamienia. Może to spowodować znaczącą zmianę toru poruszania się – zmianę rotacji i zatrzymanie się kamienia. W trakcie gry krople się ścierają i pojawia się coraz więcej nierówności, zwłaszcza jeśli wody użytej do skraplania nie poddano wcześniej destylacji, aby usunąć zanieczyszczenia.

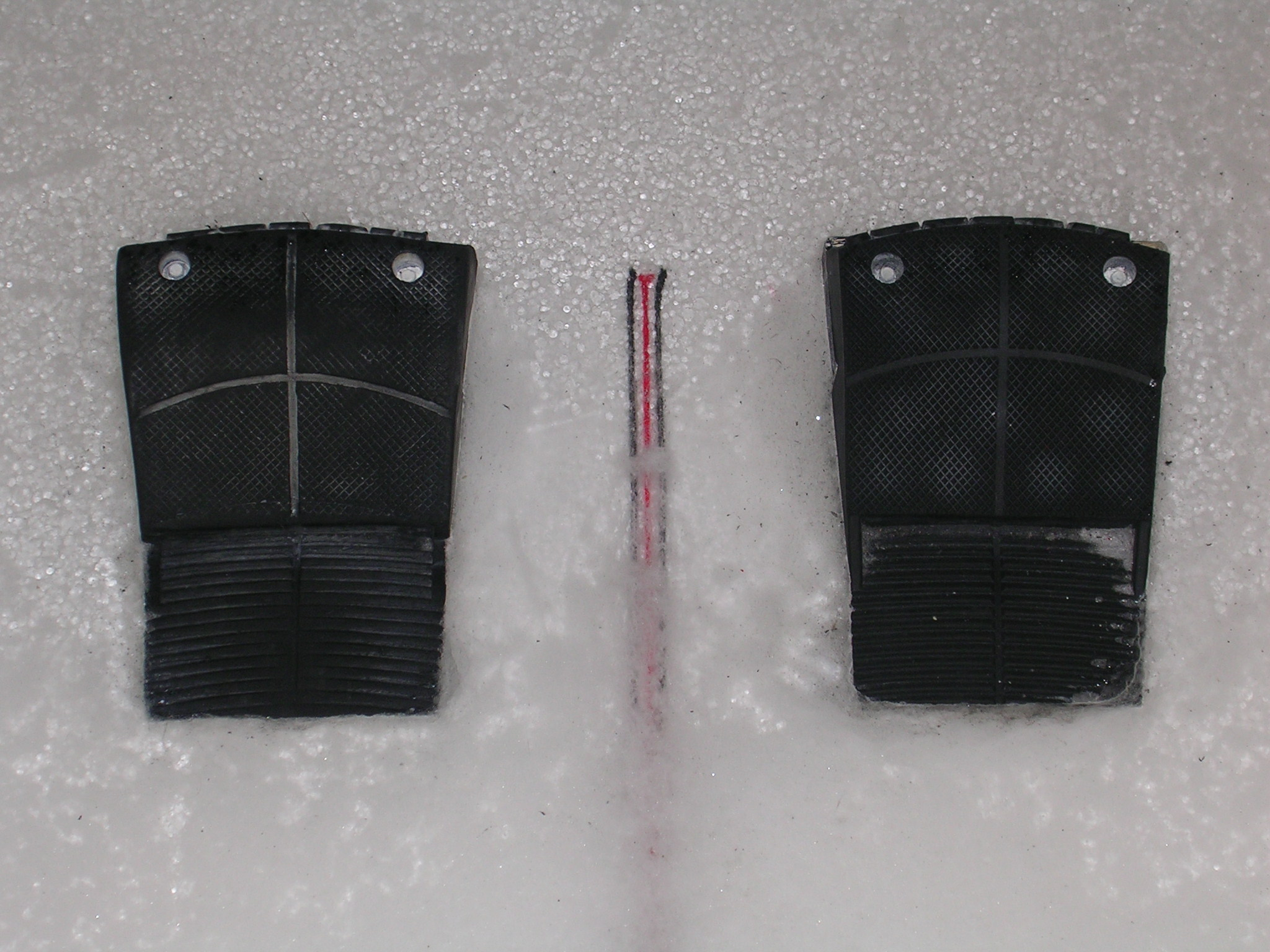
Zawodnicy odbijają się z haka by nadać kamieniowi odpowiedni pęd. Z której stopy się wybijają, zależy od tego czy gracz jest prawo- czy lewonożny.

Na tafli narysowane są dwa zestawy współśrodkowych kół, które jako całość tworzą dom o średnicy 12 stóp (3,7 m). Znajdują się na obu końcach pola do gry. Pośrodku każdego z domów krzyżują się dwie linie, dzielące go na ćwiartki. Wzdłuż pola namalowana jest linia środkowa (centre line) i to właśnie ona, wraz z linią celu (tee line), dzielą domy na cztery części. Te ostatnie znajdują się w odległości 16 stóp (4,9 m) od końca toru. Dwie pozostałe to linie spalonego (hog line), które kamień musi przekroczyć, aby w ogóle brać udział w grze. Każda z nich znajduje się w odległości 37 stóp (11,3 m) od końca toru.
Koła tworzące dom mają średnice o długości odpowiednio: czterech, ośmiu i dwunastu stóp. Zazwyczaj rozróżnia się jej ze względu na kolor, jakim są pomalowane. Oznaczenia te nie mają wpływu na przyznawaną punktację, są zaledwie pomocą wizualną pozwalającą stwierdzić, który kamień znajduje się bliżej środka. Jednakże jeśli kamień nie dotyka przynajmniej krawędzi największego koła (czyli nie znajduje się w odległości mniejszej niż 6 stóp od środka domu) nie bierze on udziału w podliczaniu punktacji (patrz niżej).
Dwanaście stóp za środkiem domu linia środkowa przecina pod kątem prostym miejsce, w którym mocowane są haki. Przyrząd ten służy do nadania prędkości, wykonującemu rzut curlerowi; na nim to zawodnik umieszcza stopę, z której się odpycha. Na końcach toru zwykle umieszczone są po dwa haki, pokryte gumową powierzchnią, które znajdują się po obu stronach linii środkowej, ale w odległości nie większej niż trzy cale (7,6 cm), dzielącej tę linię od wewnętrznej krawędzi belki. W razie potrzeby jest używany pojedynczy, przenośny hak.

## Zawodnicy
W curlingu biorą udział dwie drużyny, a w ich skład wchodzi po czterech zawodników, których nazwy pochodzą od kolejności, w jakiej wypuszczają kamienie. Gracz otwierający zagrywa jako pierwszy, po nim drugi, trzeci, a na końcu – czwarty. Ostatnim zawodnikiem, który bierze udział w partii jest zazwyczaj skip (kapitan drużyny), ale nie jest to regułą. Przykładem tego jest Randy Ferbey. Pozycja, na której znajdzie się kapitan zostaje przemianowana na skipa. W takim przypadku drużyna Randy’ego Ferbeya będzie miała: otwierającego, drugiego, skipa, czwartego.

### Otwierający
Zawodnik otwierający zagrywa pierwsze dwa kamienie dla drużyny w każdym endzie i szczotkuje lód dla pozostałych członków drużyny. Pod względem strategii, zadania tego gracza są podobne w każdej partii meczu, czyli jest to ustawienie strażników lub kamieni w polu punktowym.
Zgodnie z tradycją zawodnicy znajdujący się na pierwszej pozycji rzucają monetą, aby ustalić, kto ma prawo do ostatniego kamienia w pierwszym endzie (tzw. hammer). Zwycięzca rzutu ma prawo wyboru pomiędzy możliwością zagrywania jako ostatni lub koloru kamieni, jakimi chce zagrywać. Podczas większych turniejów, takie decyzje zazwyczaj ustalone są z góry.

### Drugi
Osoba będąca na drugiej pozycji wyrzuca trzeci oraz czwarty kamień dla drużyny i szczotkuje lód dla pozostałych członków zespołu.

### Trzeci
Trzeci zawodnik zagrywa piąty i szósty kamień drużyny oraz szczotkuje lód dla drugiego oraz zawodnika otwierającego. Gracze na tej pozycji najczęściej są wicekapitanami.

### Czwarty
Mianem czwartego zawodnika określa się członka drużyny zagrywającego ostatnie dwa kamienie dla drużyny, ale niebędącego kapitanem. Dotyczy to sytuacji, kiedy skip nie rzuca dwóch ostatnich kamieni.

### Skip
Skip, jako kapitan drużyny, podejmuje decyzje dotyczące strategii oraz zagrań w trakcie meczu. Z tego też powodu skip stoi w domu i wskazuje szczotką miejsce, gdzie jest założony szczyt łuku, po którym porusza się kamień. Gdy przychodzi kolej kapitana by rzucać, jego miejsce na ten czas zajmuje wicekapitan.
Skip bardzo rzadko szczotkuje, wyjątkiem jest dom oraz pole za linią celu. Według międzynarodowych zasad, kapitan, jeśli akurat nie zagrywa, jest jedynym graczem, który może szczotkować kamień przeciwnika, jeśli ten przekroczy środek domu.

### Wiceskip
Wiceskip pomaga skipowi w wypełnianiu jego obowiązków. Kiedy kapitan przygotowuje się do oddania rzutu, to właśnie on wskazuje cel w domu.
Po każdym endzie wiceskipowie obu drużyn muszą dojść do porozumienia w sprawie liczby punktów, jakie mają być przyznane. Jeśli zawodnicy nie są pewni, które kamienie znajdują się bliżej istnieje możliwość zmierzenia odległości za pomocą specjalnej miarki podobnej do cyrkla. Podczas tych czynności są oni jedynymi osobami mogącymi przebywać w domu.

### Nazewnictwo drużyn
Poza międzynarodowymi zawodami, rozgrywkami narodowymi i niektórymi lokalnymi w Kanadzie oraz Stanach Zjednoczonych, drużyny rozpoznaje się poprzez nazwisko skipa. Na przykład zawodniczki grające wraz z Cassandrą Potter są znane jako „drużyna Potter”, chyba że reprezentują Stany Zjednoczone w mistrzostwach świata lub na igrzyskach olimpijskich, w takim przypadku są nazywane reprezentantkami Stanów Zjednoczonych.

## Sprzęt

### Buty

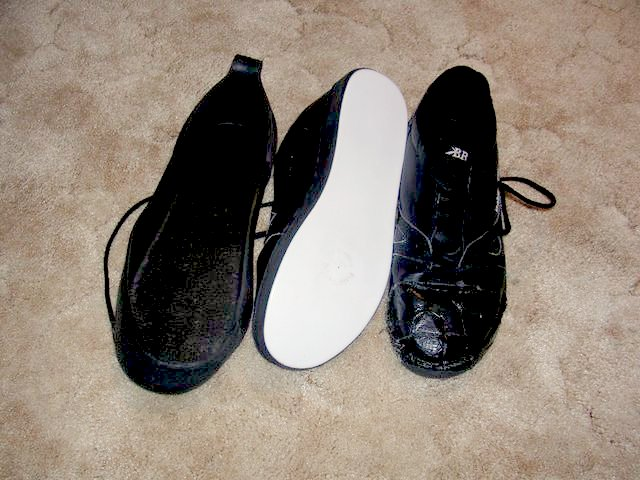
But do ślizgania się (w środku) pokryty jest warstwą teflonu, służącą do zmniejszenia tarcia; jeden z butów posiada gładką powierzchnię (po lewej), natomiast drugi (po prawej) – szorstką, by ułatwić odpychanie się od lodu.

Podczas gry zawodnicy muszą nosić specjalnie przygotowane obuwie. Podeszwa jednego z butów jest pokryta cienką warstwą teflonu bądź innego tworzywa o gładkiej powierzchni. Aby zaoszczędzić, istnieje możliwość zakupu podkładki teflonowej, którą można przymocować do dowolnego obuwia za pomocą elastycznych gumek. Dzięki temu curlerzy mogą ślizgać się przy startowaniu z haka. Leworęczni zawodnicy śliską podeszwę noszą na prawym bucie, a praworęczni – na lewym. Spód drugiego buta jest pokryty cienką warstwą gumy, aby zwiększyć przyczepność. Oprócz tego używa się gumowej nakładki na but o gładkiej powierzchni, aby zawodnik mógł zachować równowagę na lodzie. Jest to niezbędne podczas szczotkowania, kiedy to gracz musi pewnie trzymać się na obu nogach.

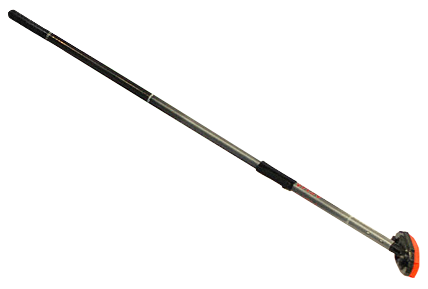
Szczotka używana w curlingu.

### Szczotka
Szczotek w curlingu używa się do szczotkowania lodu. Agresywne szczotkowanie sprawia, iż lód zwiększa swoją temperaturę, przez co zmienia się tarcie i prędkość kamienia, podczas gdy tor ruchu – prostuje. Miotły mogą także służyć do oczyszczenia lodu z nierówności. Dodatkowo skip używa tego przedmiotu do wskazywania swoim zawodnikom miejsca, w które mają celować.
Dawniej szczotki wykonywano z kłosów kukurydzy i z wyglądu były one podobne to swoich domowych odpowiedniczek. Szczotki z kukurydzy bardzo często stosowane są na amerykańskich logach klubów curlingowych. Te ostatnie były pierwotnie wykorzystywane przez starszych curlerów jako środek zastępczy dla mioteł wykonanych ze zboża. Dzisiaj nowoczesne szczotki wyparły tradycyjne miotły z kłosów na każdym poziomie rywalizacji (choć na MŚ 2004 zawodniczka z Kanady posługiwała się szczotką kukurydzianą, lecz nie mogła jej nikomu pożyczać ponieważ mogłaby się pokruszyć). Innym zastosowaniem tego przyrządu jest trzymanie go podczas wypuszczania kamienia, aby łatwiej było zachować równowagę podczas tej czynności. Kukurydzianej szczotki przy wypuszczaniu używa np. Carolyn Darbyshire.

### Kamień
Kamień curlingowy może ważyć maksymalnie 44 funty (około 19,96 kg). Specjalny uchwyt przymocowany do kamienia pozwala nadać mu odpowiednią rotację. Aby zakręcić kamieniem do środka należy przesunąć uchwyt zgodnie z ruchem wskazówek zegara dla zawodników praworęcznych i przeciwnie do nich – dla leworęcznych. Natomiast jeśli zależy na skierowaniu kamienia ku bandzie – osoby praworęczne powinny zakręcić uchwytem w kierunku przeciwnym do ruchu wskazówek zegara, a leworęczne – zgodnym.
W uchwycie może zostać umieszczony układ elektroniczny pozwalający stwierdzić, czy kamień nie został wypuszczony za linią spalonego.
Góra kamienia jest pomalowana zazwyczaj na żółto lub czerwono, by łatwiej było odróżnić kamienie własne od tych należących do przeciwnika.
Spód kamienia nie jest płaski, lecz wklęsły – dlatego też powierzchnia styku z lodem jest pierścieniem o grubości ¼–½ cala (6–12 mm). Wskutek tego obszar potrzebny do efektywnego szczotkowania jest stosunkowo niewielki. Ten wąski fragment powierzchni umożliwia przyczepienie się fragmentów lodu i znaczącą zmianę drogi, po której porusza się kamień. Przy prawidłowo przygotowanym lodzie, tor kamienia będzie zakręcał w kierunku zgodnym do jego rotacji. Sam proces nasila się zwłaszcza w końcowej fazie ruchu. Stopień zakrzywienia tej ścieżki zależy od wielu czynników, włączając w to przygotowanie lodu oraz stan nawierzchni, po której najczęściej puszczane są kamienie.
Szkoci twierdzą, że najlepszej jakości kamienie muszą być wykonane ze specjalnego rodzaju granitu zwanego Ailsite. Nazwa ta pochodzi od miejsca, w którym się go wydobywa, czyli Ailsa Craig, jednej z wysp u wybrzeży Ayrshire. Ailsite w niewielkim stopniu wchłania wodę, co zapobiega zbędnemu roztapianiu się i ponownemu zamarzaniu lodu w trakcie ślizgu. Dawniej większość kamieni była wykonywana z tego właśnie granitu, jednak w ostatnich latach obszar Ailsa Criag został uznany za rezerwat przyrody i wprowadzono tam zakaz wydobycia. Wynika to przede wszystkim z rzadkiego występowania Ailsite, dlatego też ceny kamieni do curlingu osiągają 1500 dolarów. Zdarzają się również przypadki, kiedy niewielką ilość Ailsite przytwierdza się do spodu zwykłego granitu, by zapewnić mu lepsze tarcie. Wiele nieoficjalnych, lokalnych stowarzyszeń z dość ograniczonymi środkami finansowymi wykonuje „kamienie” z okrągłych puszek wypełnionych betonem.
Kamienie wykonane na zimowe igrzyska olimpijskie w Turynie zostały wydobyte w Garn For, u podnóża góry Yr Eifl, w północno-wschodniej Walii.

### Dodatkowe wyposażenie
Od niedawna podczas zawodów wykorzystuje się specjalny uchwyt zwany Eye On The Hog („Uwaga na spalonego”), wewnątrz którego znajduje się układ elektroniczny sprawdzający, czy kamień został wypuszczony przed linią spalonego. Działa w ten sposób, że sprawdza zmianę nacisku, jaki wywiera zawodnik na uchwyt, a umieszczone na polu do gry czujniki porównują te dane z aktualną pozycją kamienia na tafli. Lampa u podstawy sygnalizuje, czy gracz wypuścił kamień w odpowiednim momencie. Zastosowanie tego rozwiązania wyeliminowało przede wszystkim możliwość popełnienia błędu przez zawodnika (jest to najczęstsza przyczyna sporów), ale również zmniejszyło zapotrzebowanie na sędziów odpowiedzialnych za pilnowanie prawidłowego przebiegu tej części gry. Argumentem przeciwko takiemu układowi jest przede wszystkim cena (650 dolarów), która należy pomnożyć przez liczbę kamieni oraz pól do gry. Dlatego wykorzystuje się je tylko na takich turniejach jak igrzyska olimpijskie czy mistrzostwa świata.
Chociaż kamienie zostały zaprojektowane tak, aby zawodnik nie miał problemu z ich wypuszczeniem tylko z pomocą uchwytu, istnieje specjalny przyrząd, który wykorzystują osoby nie mogące zagrywać z pozycji kucznej – umożliwia to udział w grze osobom niepełnosprawnym. Według przepisów Kanadyjskiej Federacji Curlingu – Korzystanie z pomocy w postaci „drążka do wypuszczania kamieni” (…) jest dopuszczalne.

## Gra
Mecze rozgrywane w ramach mistrzostw najczęściej liczą sobie dziesięć endów. W przypadku rekreacyjnych rozgrywek liczba ta jest ograniczona do ośmiu lub sześciu. Podczas gry każdy z zawodników rzuca po dwa kamienie, na przemian z członkami przeciwnej drużyny, tak więc w trakcie endu udział bierze szesnaście. W wypadku, gdy po zakończeniu dziesiątej partii oba zespoły mają tę samą liczbę punktów, rozgrywany jest dodatkowy end mający na celu wyłonić zwycięzcę. Jeśli po jego rozegraniu nadal żaden z uczestników nie zdobył przewagi, odbywa się kolejna partia i tak aż do wygrania spotkania przez jedną z drużyn. Zwycięzcą meczu jest drużyna, która po zakończeniu wszystkich partii meczu ma łącznie większą liczbę punktów.
Często zdarza się, że mecz jest przerywany przez przegrywająca drużynę, jeśli nie widzi ona realnych szans na zwycięstwo. Podczas znaczących turniejów wymaga się, aby przed skorzystaniem z takiej możliwości ukończyć przynajmniej sześć endów (gdy są rozgrywane półfinały i finały wymagana jest liczba 8). Mecze odbywające się w trakcie zawodów zwykle kończą się w chwili, gdy drużynie przegrywającej skończą się kamienie, czyli pozostała niewystarczająca ich liczba, by przynajmniej uzyskać remis.
Podczas międzynarodowych rozgrywek drużynom przyznawane są 73 minuty na wykonanie wszystkich rzutów. Zawodnicy mogą skorzystać z jednej minutowej przerwy w celu skonsultowania się z trenerem, bez zatrzymywania zegara. Jeśli zaistnieje potrzeba rozegrania 11 enda, obu drużynom dodaje się po 10 minut, aby miały czas na wykonanie dodatkowych zagrań. W takim przypadku jest również możliwe skorzystanie z jeszcze jednej przerwy w dodatkowej partii.

### Wypuszczanie kamienia

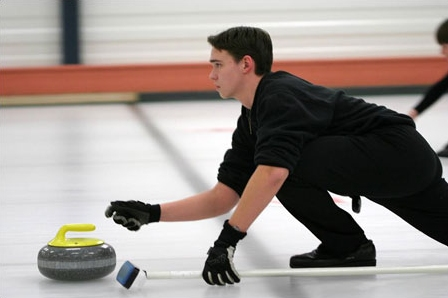
Zawodnik wypuszczający kamień.

W trakcie zagrywania kamienia należy puścić jego uchwyt przed linią spalonego – zawodnicy zwykle ślizgają się wraz z kamieniem przy jego wyrzucaniu – oraz musi on przekroczyć drugą linię spalonego, aby w ogóle brać udział w grze. W przeciwnym wypadku jest on usuwany z pola gry.
Podczas każdego zagrania w domu znajduje się kapitan lub jego zastępca wskazujący szczotką szczyt łuku poruszania się kamienia.
Pozostali dwaj zawodnicy wyposażeni w szczotki podążają za kamieniem i w razie potrzeby poprawiają tor jego ślizgu, poprzez szczotkowanie powierzchni przed nim. Gracze, których zadaniem jest szczotkowanie, otrzymują wskazówki od skipa i zagrywającego, jednocześnie muszą kierować się również własną intuicją, aby ocenić ruch i prędkość kamienia oraz niezwykle dokładnym wyczuciem czasu, aby ustawić kamień w odpowiednim miejscu. Polecenia wydawane przez kapitana lub zagrywającego często ograniczają się do krzyczenia Mocniej!, ma to skłonić szczotkujących do włożenia większego wysiłku w wykonywane przez nich zadanie. Drużyny zazwyczaj naradzają się przed zagrywaniem, by ustalić, w którym miejscu należy umieścić następny kamień.

#### Zagrywanie kamieni
Większość curlerów wyrzuca kamienie odpychając się ze specjalnego haka. Przed wykonaniem ślizgu należy umieścić jedną nogę na haku (praworęczni zawodnicy – prawą, leworęczni – lewą), a drugą, z teflonowym spodem, obok tego przyrządu.
W trakcie zagrywania należy zwrócić uwagę na siłę, jaka powinna być włożona w tę czynność. Jej wielkość zależy przede wszystkim od prędkości, z którą ma poruszać się kamień, i na jaką odległość ma za zadanie dojechać. Podczas wypuszczania kamienia nie należy dodatkowo go popychać, chyba że jest to absolutnie konieczne. Po zajęciu miejsca przy haku, zawodnik musi przykucnąć i ustawić w jednej linii nogę umieszczoną na przyrządzie oraz rękę, którą będzie zagrywać kamień, zaś w drugiej ręce gracz trzyma szczotkę, która pomaga mu utrzymać równowagę w trakcie ślizgu. Pozycja trzymanej szczotki zależy wyłącznie od przyzwyczajeń zawodnika; jedynym warunkiem jest ustawienie jej tak, aby część służąca do szczotkowania nie stykała się z powierzchnią lodu. Zapobiega to zbędnemu wyhamowywaniu zawodnika.
Przed wykonaniem rzutu należy upewnić się, że na spodzie kamienia nie znajdują się jakieś nierówności. Dlatego też przed zagrywaniem oczyszcza się go za pomocą szczotki lub jak w przypadku Dordi Nordby – rękawem swetra. Robi się tak, ponieważ najmniejsza drobina może w znacznym stopniu zmienić trajektorię i zniweczyć cały rzut. Jeśli taka sytuacja zaistnieje, określa się ją mianem pick.

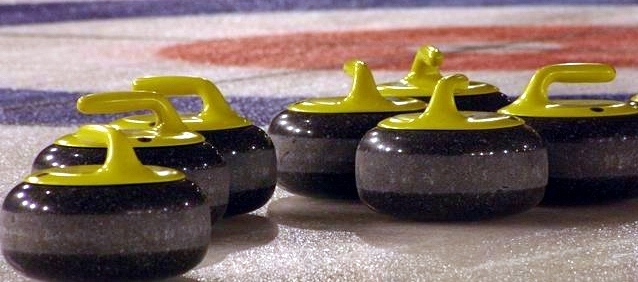
Kamienie curlingowe.

Po oczyszczeniu kamienia, następnym krokiem jest nadanie mu odpowiedniej rotacji. Zazwyczaj tego typu informacje podaje graczowi kapitan drużyny. Zawodnik wykonujący rzut umieszcza rączkę na drugiej godzinie lub na dziesiątej. Podczas wypuszczania kamienia gracz obraca uchwyt z powyższych pozycji na godzinę dwunastą. Jeśli kamień został obrócony z dziesiątej na dwunastą, będzie kręcił się zgodnie ze wskazówkami zegara (czyli w prawo), w przeciwnym przypadku – przeciwnie do ruchu wskazówek (w lewo). Zawodnicy starają się, aby kamień przed zatrzymaniem się wykonał około dwóch i pół obrotu.
Kiedy gracz wie jaką rotację nadać kamieniowi, umieszcza go naprzeciw nogi usytuowanej na haku. W tym momencie zawodnik zaczyna przygotowywać się do właściwego oddania rzutu, poprzez delikatne wysunięcie się za hak i cofnięcie kamienia. Ten ruch decyduje jaka siła zostanie włożona w wypuszczenie kamienia i przez to jaką będzie posiadał on prędkość. Niektórzy ze starszych curlerów mają w zwyczaju dodatkowo podnosić kamień podczas cofania (styl kanadyjski). Po tych czynnościach przychodzi kolej na ślizg. Zawodnik ustawia nogę, na której znajduje się teflonowa podkładka, przed sobą i przykuca na niej. Natomiast druga jest w tym czasie ciągnięta z tyłu i pomaga utrzymać równowagę. Po wystartowaniu najważniejszą rzeczą jest skierowanie kamienia jak najbliżej miejsca pokazywanego przez skipa, oczywiście po uwzględnieniu zakrzywienia toru. Powinien on być wypuszczony zanim curler przekroczy pierwszą linię spalonego i póki jest możliwe nadanie mu odpowiedniej rotacji.
Wielkość siły potrzebnej do rzutu również zostaje podana zagrywającemu zawodnikowi przez kapitana. Większość skipów sygnalizuje to przez stukanie o lód w miejscu, gdzie kamień ma być ustawiony lub w przypadku wybicia – w kamień, który jest celem ataku. Zdarza się, że drużyny wymyślają swój własny „język gestów”, przykładem tego jest drużyna Anette Norberg.
Bardziej doświadczeni kapitanowie wiedzą, że zagrywany kamień prawdopodobnie nie znajdzie się w dokładnym miejscu, które wskazuje. Wynika to właśnie z rotacji kamienia i liczby obrotów, jakie on wykonuje.

### Szczotkowanie

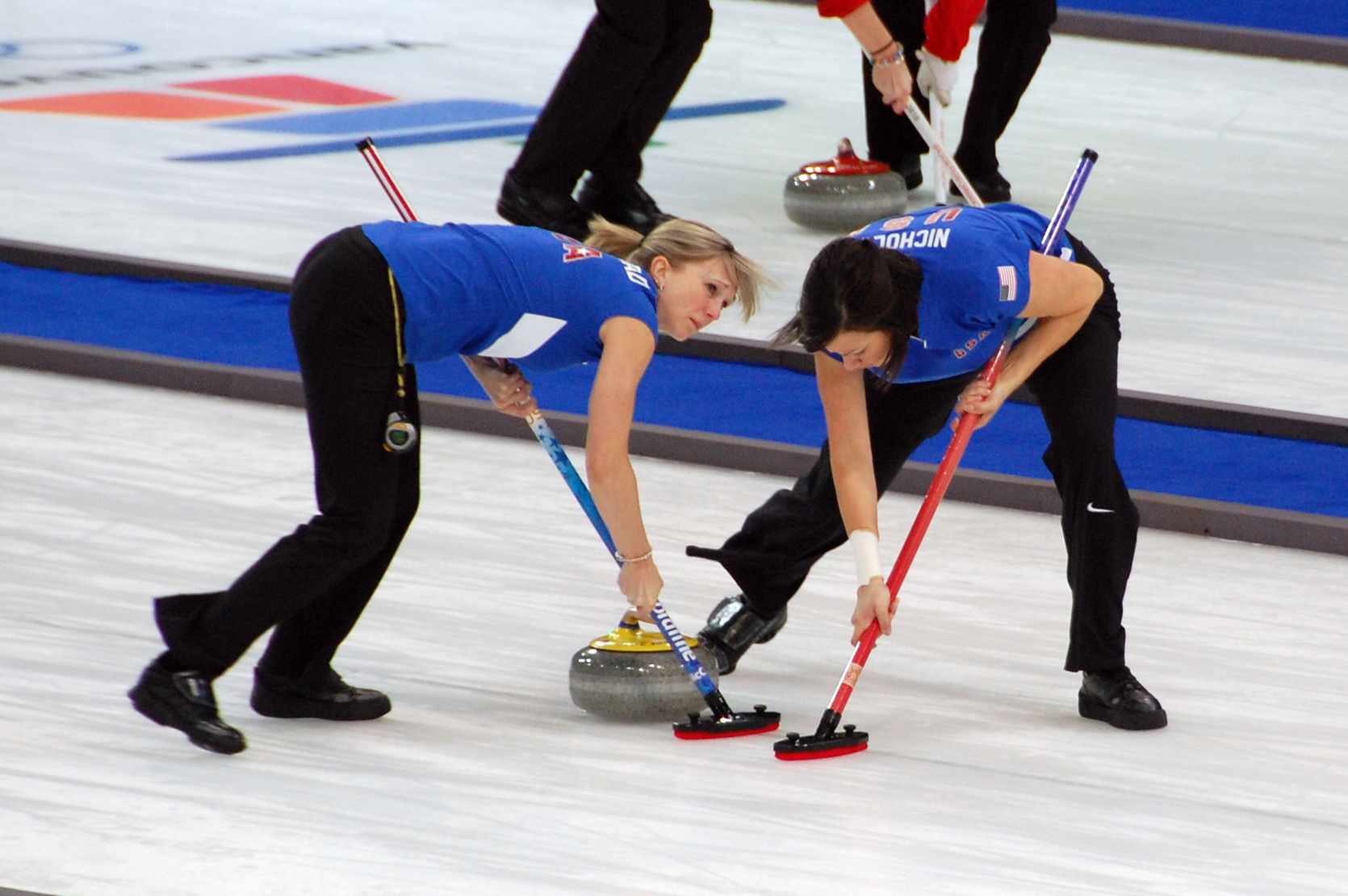
Zawodniczki podczas szczotkowania.

Kiedy kamień zostanie już wypuszczony, do gry wkraczają zawodnicy szczotkujący. W razie potrzeby mają oni obowiązek szczotkować tor przed kamieniem. Szczotkowanie jest ważne z dwóch powodów: dzięki niemu kamień jest w stanie poruszać się na większą odległość oraz jego droga jest mniej zakrzywiona. W trakcie tej czynności siła i szybkość, z jaką szczotkowany jest lód, sprawia, iż jego powierzchnia zostaje podgrzana, ale nie topi się. To zmienia fizyczne właściwości lodu, wpływając na zachowanie się kamieni.
Istotną umiejętnością jest wyczucie chwili, kiedy należy rozpocząć szczotkowanie. W pewnych sytuacjach, kiedy jedna z tych rzeczy jest niepożądana (np. kamień porusza się ze zbyt dużą prędkością, ale wymaga szczotkowania, aby ominąć strażnika), drużyna musi zdecydować, co jest ważniejsze: uderzenie strażnika czy posłanie kamienia zbyt daleko.
Dużo się krzyczy podczas meczu, gdy skip każe korygować linię rzutu. Kapitan ocenia tor kamienia i mówi szczotkującym, żeby szczotkowali lód, by mógł on jechać w odpowiednim kierunku. Natomiast zadaniem szczotkujących jest ocena czy prędkość kamienia jest właściwa i czy dojedzie on na pożądaną odległość.
Zwykle tych dwóch zawodników ustawia się po przeciwnych stronach kamienia. To, w jaki sposób trzymana jest szczotka, ma wielkie znaczenie – dłonie na szczotce powinny ją dzielić na 3 równe części. Dzieje się tak, ponieważ większa siła może zostać użyta w czasie szorowania. Jej wielkość zależy od tego, czy potrzebne jest delikatne szczotkowanie powierzchni, czy też agresywne. Podczas tej czynności nie można dotknąć kamienia, ponieważ skutkuje to uznaniem go za spalonego i kapitan drużyny przeciwnej może domagać się usunięcia go z gry.
Szczotkować można w każdym miejscu pola, aż do linii celu, jeśli kamień należy do drużyny danego curlera. W momencie, gdy kamień przekroczy połowę domu, może przed nim szczotkować tylko jeden zawodnik. Analogiczna sytuacja ma miejsce, jeśli to kamień przeciwnika przekroczy tę linię. Jest to jedyny dopuszczalny przypadek, kiedy wolno szczotkować kamień drugiej drużyny. Zgodnie z międzynarodowymi zasadami tą osobą może być tylko kapitan lub kiedy skip zagrywa – wicekapitan.

### Rodzaje rzutów
Zasadniczo w curlingu rozróżnia się dwa typy rzutów – draw i take-out. Pozostałe rzuty są tylko ich odmianami. Mianem draw określa się rzut, w którym kamień ma być ustawiony w domu (lub przed nim jako strażnik), podczas gdy take-out oznacza wybicie kamienia z pola gry. Ze względu na różnicę pomiędzy tymi rzutami, podczas zagrywania musi być zastosowane wkręcanie do środka lub skierowanie kamienia ku bandzie. Jako draw uznaje się więc ustawienie strażnika lub wkręcenie kamienia do domu. Natomiast take-out – wybicie, uderzenie i usunięcie kamienia z gry.

### Strażnicy
Dopóki obie drużyny nie wykorzystają czterech swoich kamieni w endzie (po dwa dla każdej ze stron) obowiązuje zakaz wybijania kamieni stojących we Free Guard Zone (pole gry pomiędzy linią spalonego a tee-line, z wyłączeniem domu) przez przeciwnika. Jeśli strażnik zostanie usunięty automatycznie ustawiony zostaje na swoje miejsce, podczas gdy kamień drużyny przeciwnej zostaje wyeliminowany z dalszej gry. Autorem tej zasady jest Randy Ferbey. W niektórych ligach ogranicza się liczbę „nietykalnych” do trzech kamieni.
Tę zasadę wprowadzono stosunkowo niedawno, a wynika to z częstego wybijania strażników ustawionych przez przeciwnika (wykonanie tego zagrania pod odpowiednim kątem oznacza wybicie również własnego, przez co na lodzie nie pozostaje ani jeden). Drużyna posiadająca przewagę często wykorzystywała tę strategią przez resztę meczu. W takim przypadku przeciwnik mógł zdobyć co najwyżej jeden punkt (jeśli posiadał on prawo do ostatniego kamienia) lub w sytuacji odwrotnej – w ostatnim zagraniu mógł oczyścić dom, tym samym przenosząc prawo do zagrywania jako ostatni na następna partię. Choć jest to skuteczny sposób na zwycięstwo, sprawia on, iż sama gra staje się nudna.

### Ostatni kamień – hammer
Ostatni kamień jest także nazywany hammerem (młotem) i dlatego też na niektórych zawodach drużynę zagrywającą jako ostatnia oznacza się rysunkiem przedstawiającym to narzędzie. To, który zespół będzie miał ostatni strzał jest rozstrzygane przez rzut monetą lub w podobny sposób. W kolejnych endach prawo do ostatniego kamienia przechodzi do drużyny, która nie zdobyła punktów w poprzedniej rundzie. Oczywiście bardziej komfortową pozycję mają zawodnicy z prawem do zagrywania jako ostatni, mają oni ułatwione zadanie w przejęciu partii. Podczas zawodów drużyna dysponująca hammerem stara się zdobyć przynajmniej dwa punkty; jeśli można wygrać tylko jednym, skip stara się oczyścić pole punktowe i tym samym przenieść to prawo na kolejny end. W takim wypadku gra pozostaje pusta (blank end). Wygranie partii bez zagrywania ostatniego kamienia jest o wiele trudniejsze i często określa się to jako kradzież (steal) punktów.

### Punktacja
Kiedy już obie drużyny zakończą swoje zagrania, zespół zdobywa punkt za każdy kamień umieszczony bliżej „guzika” niż najbliższy kamień przeciwnika. Kamienie pozostające poza obrębem domu (czyli poza kołem o średnicy 12 stóp) nie są liczone, nawet jeśli znajdują się bliżej niż te, należące do drugiej drużyny. Jednak wystarczy, aby kamień chociaż w niewielkim stopniu stykał się z największym kołem i już w takim przypadku uznaje się, iż jest on w domu. Spód kamienia nie jest płaski, dlatego nawet jeśli nie styka się on z powierzchnią pola punktowego, ale jego krawędź zewnętrzna znajduje się w domu, jest brany pod uwagę podczas liczenia punktów.
| Team | 1 | 2 | 3 | 4 | 5 | 6 | 7 | 8 | 9 | 10 | Total |
| X    | 0 | 2 | 1 | 1 | 0 | 6 | 0 | 0 | x | x  | 10    |
| Y    | 2 | 0 | 0 | 0 | 1 | 0 | 0 | 1 | x | x  | 4     |

Punktacje odnotowuje się na tablicy z wynikami, które są dwojakiego rodzaju. Jedna z tablic jest podobna do wykorzystywanych podczas rozgrywek baseballu i ten typ najczęściej widuje się w transmisjach telewizyjnych. Na tablicy tego typu w kolumnach znajdują się numery endów od 1 do 10 (czasem jest także 11, gdyby zaistniała potrzeba rozegrania dogrywki) oraz jedna dodatkowa, w której podaje się sumę punktów. Poniżej znajdują się dwa wiersze z nazwami drużyn. Liczbę punktów oznacza się w przecięciu rzędu zespołu, który wygrał oraz kolumny z numerem zakończonej partii.
Innego typu tablice wykorzystywane są często w klubach. Zasadniczo zbudowane są one podobnie, jak te wspomniane powyżej, tylko że ponumerowane kolumny wskazują liczbę zdobytych punktów, a numer enda w wierszu danej drużyny. Przykładowo, jeśli czerwonej drużynie zostaną przyznane 3 punkty w pierwszej partii, to „jedynka” (ponieważ jest to rozpoczynający end) jest umieszczony w kolumnie 3 i czerwonym wierszu. Jeśli zawodnicy tego zespołu zdobędą kolejne 2 punkty, wtedy „dwójka” zostanie wystawiona koło 5,
ponownie w czerwonym wierszu. Tak więc czerwoni mają w sumie pięć punktów (3+2). Zasada, na jakiej działa ta tablica sprawdza się, ponieważ tylko jedna drużyna może wygrać daną partię meczu. Jakkolwiek pewne problemy mogą pojawić się, jeśli żaden zespół nie zdobędzie punktów. W takim wypadku numer endu zostaje powieszony na końcu tablicy przy wierszu drużynie posiadającej prawo do hammera.

### Zakończenie gry
Zdarza się, że drużyna nie ma szans na odrobienie strat i zwycięstwo w meczu. W takim przypadku gratulują przeciwnikom poprzez uścisk dłoni i uznanie ich wyższości. Sytuacja ta może mieć miejsce w dowolnym momencie gry, ale raczej należy jej się spodziewać w końcowej fazie meczu. Kiedy już wszystkie endy zostaną ukończone oba zespoły również ściskają sobie dłonie, dziękując sobie słowami „Dobry mecz!”. Uprzejmości są także wymieniane przed meczem wraz ze słowami „Udanej gry!”.

### Sytuacje sporne
Większość decyzji dotyczących zasad zostaje pozostawiona w kwestii skipów. Jednakże sprawy związane z punktacją leżą w zakresie trzecich zawodników lub wicekapitanów. Żaden inny zawodnik nie powinien znajdować się w domu, kiedy to zagadnienie jest omawiane. W trakcie turniejów zdarza się, że decyzja co do punktacji i określenia położenia kamienia względem guzika nie może zostać rozstrzygnięta przez wicekapitanów. Wtedy sędzia jest zobowiązany do zmierzenia odległości przy pomocy specjalnie zaprojektowanego
przyrządu, podobnego do cyrkla, którego jedną nogę ustawią się w środku domu. Gdy sędzia nie może akurat rozstrzygnąć sporu, pomiar odległości leży również w gestii trzecich zawodników.

## Kultura curlingu
Curling jest rozgrywany w wielu krajach włączając: Stany Zjednoczone, Wielką Brytanię (a zwłaszcza Szkocję), Norwegię, Szwecję, Szwajcarię, Danię, Finlandię i Japonię, w których to odbywają się mistrzostwa świata.
Sport ten jest szczególnie popularny w Kanadzie. Zmiany dotyczące przygotowania lodu, zmiany zasad gry, by umożliwić zdobycie większej liczby punktów i wykorzystywanie bardziej złożonej strategii podczas meczów, przyczyniły się do wzrostu zainteresowania curlingiem w Kanadzie oraz poziomu oglądalności corocznych rozgrywek, zwłaszcza Scott Tournament of Hearts (narodowe mistrzostwa kobiet) oraz Brier (mistrzostwa mężczyzn), jak i samych mistrzostw świata.
Pomimo niewielkiej populacji kanadyjskiej prowincji Manitoba, drużyny z tego regionu najczęściej wygrywały tytuły mistrzowskie. Zawody Brier czy Tournament of Hearts są wpierw rozgrywane na poziomie lokalnym, by potem przejść w mistrzostwa kraju.
Prowincją, z której wywodzi się najwięcej słynnych curlerów, jest Saskatchewan. Właśnie stąd pochodziła Sandra Schmirler, która poprowadziła swoją drużynę po złoty medal na Zimowych Igrzyskach w 1998. Kiedy zmarła dwa lata później na raka, ponad 15 tysięcy osób uczestniczyło w jej pogrzebie.
Sam curling był również tematem komedii Faceci z miotłami z udziałem Lesliego Nielsena.

### Sport amatorski
Pomimo iż w kanadyjskich turniejach są nagrody pieniężne, nie ma pełnoetatowych zawodowych curlerów. Jednak sporo zawodników zarabia znaczne pieniądze na tym sporcie. Również wiele kobiet zajmujących się prowadzeniem domu, deklaruje curling jako swój zawód. Być może dlatego curling przetrwał jako sport amatorski i powrócił na Igrzyska Olimpijskie w 1998, na których nie był obecny jako dyscyplina od 1924 roku. Ponieważ curling wymaga celności, strategii, umiejętności i doświadczenia w odróżnieniu od większości sportów, które bazują przede wszystkim na szybkości, wytrzymałości, sile, wielu zawodników jest starszych niż ich koledzy w innych dyscyplinach. Jednak wiele młodych drużyn zyskuje laury, zwłaszcza w Kanadzie.

### Sportowe zachowanie
Curling cechuje dosyć specyficznym kodeksem sportowego zachowania, które odgrywa ogromną rolę w grze. Na przykład okazywanie radości z błędu popełnionego przez przeciwnika jest akceptowalne w innych sportach, w curlingu patrzy się na to z dezaprobatą. Nawet na najważniejszych turniejach od gracza oczekuje się zgłaszanie własnych błędów czy fauli, jak zgłoszenie skipowi drugiej drużyny o wypuszczeniu kamienia za linią spalonego. Istnieje również zwyczaj, że zwycięska drużyna stawia piwo przegranym po meczu (w przeciwieństwie do darta, gdzie to przegrany kupuje drinki).

## Dodatkowe informacje
Uczestnicy i komentatorzy używają różnych określeń by opisać zachowanie kamieni na lodzie i poszczególne rzuty.
Lód w grze może być szybki albo wolny. Jeśli lód określa się jako szybki, kamienie poruszają się na większą odległość przy określonej sile. Prędkość mierzy się w sekundach, oznacza to, że oblicza się czas, jaki jest potrzebny od wypuszczenia kamienia do jego zatrzymania się. W wypadku, gdy lód jest wolny, potrzebna jest większa siła, by dotarł on do domu. W ten sposób czas, w jakim porusza się kamień po lodzie, jest tym krótszy, im szybszy jest lód i musi być wypuszczony wolniej, aby dotrzeć na wyznaczone miejsce.
Dodatkowo prędkość kamienia zależy od jego indywidualnych cech, które również obliczy się w sekundach. Aby dokonać pomiaru tej właściwości liczy się czas od przekroczenia pierwszej linii spalonego do osiągnięcia drugiej lub od wybicia z haka do pierwszej linii spalonego. Im ten czas jest krótszy, tym szybciej porusza się kamień. W czasie meczu te parametry można wykorzystać, aby określić jak daleki może być rzut. Na przykład jeśli kamieniowi zajmuje około 9 sekund przebycie odległości pomiędzy liniami spalonego i zatrzymanie się w guziku, zawodnik wie, z jaką siłą musi wypuszczać kolejne, aby dotarły one do środka domu.
Ponadto lód może dobrze kręcić, co oznacza, że kamień po nadaniu mu rotacji porusza się po ostrzejszym łuku. Gdy lód słabo kręci, kamienie poruszają się po torach bardziej zbliżonych do linii prostych.
W 2001 roku curling został uznany za oficjalny sport Saskatchewan.

## Turnieje i znaczące mistrzostwa
- Zimowe igrzyska olimpijskie
- Mistrzostwa świata mężczyzn w curlingu
- Mistrzostwa świata kobiet w curlingu
- Mistrzostwa świata juniorów w curlingu
- Mistrzostwa świata seniorów w curlingu
- Puchar kontynentalny w curlingu
- Mistrzostwa Europy w curlingu
- Mistrzostwa strefy Pacyfiku w curlingu
- Scotties Tournament of Hearts
- Tim Hortons Brier
- Baltic Cup